# パールティヴェーンドラ・マッラ

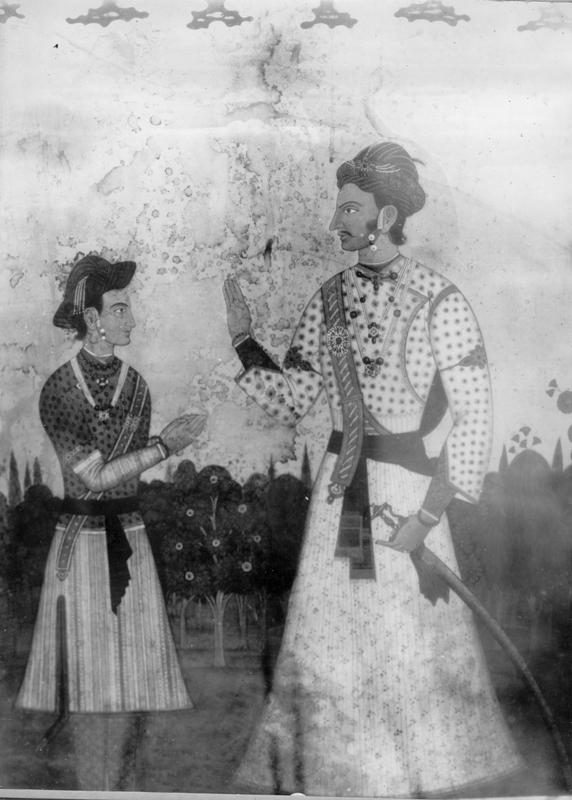
パールティヴェーンドラ・マッラ

パールティヴェーンドラ・マッラ（Parthivendra Malla、生年不詳 - 1687年）は、ネパール、カトマンズ・マッラ朝の君主（在位：1680年 - 1687年）。

## 生涯
カトマンズ王プラターパ・マッラの三男として生まれる。
1480年、兄ヌリペーンドラ・マッラの死をうけて即位。
1687年、宰相ラクシュミーナーラーヤナ・ジョーシーによって暗殺された。息子のブーパーレーンドラ・マッラが跡を継いだ。